# Comuna Krnjak, Karlovac
Krnjak (sârbă Крњак) este o comună în cantonul Karlovac, Croația, având o populație de 1.985 de locuitori (2011).

## Demografie
Componența etnică a comunei Krnjak
     Sârbi (68,61%)
     Croați (29,17%)
     Necunoscut (0,4%)
     Neclasificat (1,26%)
Componența confesională a comunei Krnjak
     Ortodocși (66,2%)
     Catolici (28,31%)
     Fără religie și atei (3,22%)
     Musulmani (1,16%)
     Necunoscută (0,71%)
     Alte religii (0,4%)
Conform recensământului din 2011, comuna Krnjak avea 1.985 de locuitori. Din punct de vedere etnic, majoritatea locuitorilor (68,61%) erau sârbi, cu o minoritate de croați (29,17%). Apartenența etnică nu este cunoscută în cazul a 0,4% din locuitori. Din punct de vedere confesional, majoritatea locuitorilor (66,2%) erau ortodocși, existând și minorități de catolici (28,31%), persoane fără religie și atei (3,22%) și musulmani (1,16%). Pentru 0,71% din locuitori nu este cunoscută apartenența confesională.